# Axiòtea de Fliünt
Axiòtea (en grec antic: Ἀξιοθέα Φλειασία; fl. c. 350 aC) fou una estudiant de Plató i Espeusip.
Va néixer a Fliünt, una ciutat del Peloponnès que estava sota el domini d'Esparta quan Plató va fundar la seva Acadèmia. Temisti diu que Axiòtea havia llegit La República de Plató i que després va viatjar a Atenes per ser la seva alumna. Per tal d'evitar convertir-se en una hetera, Axiòtea es va presentar (vestida) com un home durant la seva estada a l'Acadèmia de Plató. Després de la mort de Plató va continuar els seus estudis amb Espeusip, nebot de Plató.
Un fragment dels papirs d'Oxirinc esmenta una dona no identificada que va estudiar amb Plató, Espeusip, i després Menedem d'Erètria.  El fragment continua explicant que «en la seva jovenesa, era ben bonica i plena d'una gràcia no gens estudiada». Aquesta dona podria ser Axiòtea o Lastenia.